# La Bárcena (San Felices de Buelna)
La Bárcena es un casco urbano del municipio de San Felices de Buelna (Cantabria, España). En el año 2023 contaba con una población de 3 habitantes (INE). Esta localidad está situada a 60 metros de altitud sobre el nivel del mar, y a 4 kilómetros de la capital municipal, Rivero.
En el siglo XIX La Bárcena, hoy localidad independiente, era un barrio más de Llano, al que se llamaba Las Bárcenas. 
- Datos: Q5962597